# Nazionale maschile di beach soccer del Qatar
La nazionale di beach soccer del Qatar rappresenta il Qatar nelle competizioni internazionali di beach soccer.

## Rosa
Aggiornata a dicembre 2012.
| N. |                  | Ruolo | Calciatore      |
| -- | ---------------- | ----- | --------------- |
|    | Qatar (bandiera) |       | Ahmed Farahan   |
|    | Qatar (bandiera) |       | Rashid Al Kaabi |
|    | Qatar (bandiera) |       | Rashid Mubarak  |
|    | Qatar (bandiera) |       | Hamad Ali       |
|    | Qatar (bandiera) |       | Saleh Al Kuwari |

| N. |                  | Ruolo | Calciatore      |
| -- | ---------------- | ----- | --------------- |
|    | Qatar (bandiera) |       | Shehab Menour   |
|    | Qatar (bandiera) |       | Ali Mohammed    |
|    | Qatar (bandiera) |       | Mohammed Fahad  |
|    | Qatar (bandiera) |       | Mohammed Rashid |
|    | Qatar (bandiera) |       | Jafal Rashid    |